# Gabriela Soukalová
Gabriela Soukalová (Jablonec nad Nisou, 1º novembre 1989) è un'ex biatleta ceca, campionessa mondiale nella staffetta mista a Kontiolahti 2015 e nella sprint a Hochfilzen 2017 e vincitrice di una Coppa del Mondo generale e di sei di specialità.
Nell'ultimo scorcio della sua carriera (stagione 2016-2017) aveva assunto il cognome dell'allora marito, il giocatore di badminton Petr Koukal, e si era iscritta alle gare come Gabriela Koukalová.

## Biografia

### Carriera sciistica

#### Stagioni 2008-2013
Figlia della fondista Gabriela Svobodová, la quale è stata anche sua allenatrice, e attiva dalla stagione 2007-2008, Gabriela Soukalová ai Mondiali juniores di Canmore 2009 ha vinto la medaglia d'oro nella staffetta; ha esordito in Coppa del Mondo l'11 dicembre 2009 a Hochfilzen in sprint (99ª), ai Giochi olimpici invernali a Vancouver 2010, dove si è classificata 59ª nell'individuale e 15ª nella staffetta, e ai Campionati mondiali a Chanty-Mansijsk 2010, dove si è piazzata 7ª nella staffetta mista.
Ai Mondiali di Chanty-Mansijsk 2011 è stata 46ª nell'individuale, 24ª nella sprint, 21ª nell'inseguimento, 11ª nella staffetta e 11ª nella staffetta mista; in Coppa del Mondo ha ottenuto il primo podio il 15 dicembre 2011 a Hochfilzen in sprint (2ª) e la prima vittoria il 13 dicembre 2012 a Pokljuka nella medesima specialità. Ai successivi Mondiali di Nové Město na Moravě 2013 ha vinto la medaglia di bronzo nella staffetta mista e si è classificata 12ª nell'individuale, 14ª nella sprint, 20ª nell'inseguimento, 18ª nella partenza in linea e 11ª nella staffetta.

#### Stagioni 2014-2016
Ai XXII Giochi olimpici invernali di Soči 2014, sua ultima presenza olimpica, ha vinto la medaglia d'argento nella partenza in linea e nella staffetta mista, quella di bronzo nella staffetta e si è piazzata 4ª nell'individuale, 28ª nella sprint e 4ª nell'inseguimento; in quella stessa stagione 2013-2014 ha conquistato la Coppa del Mondo di individuale.

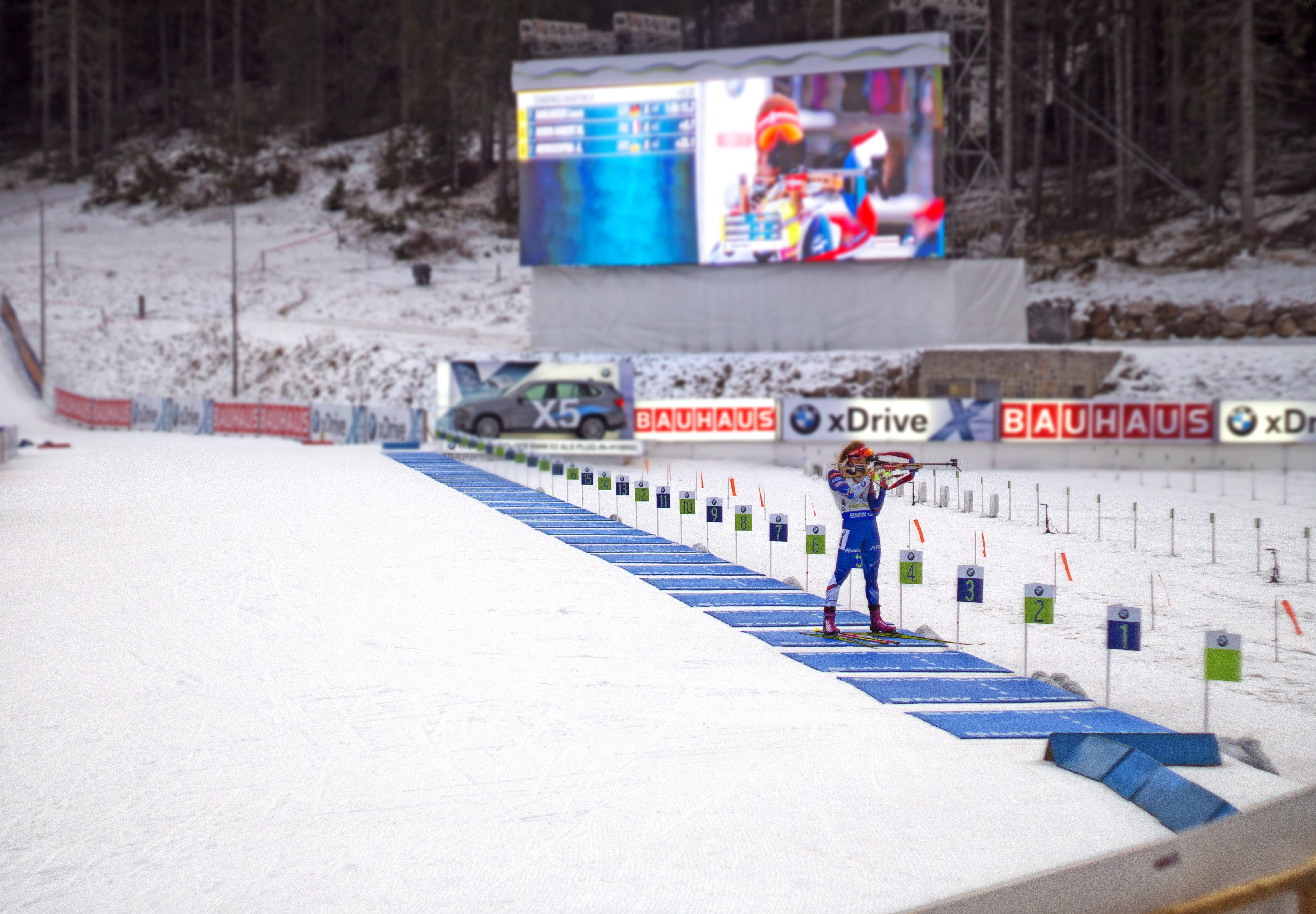
Gabriela Soukalová in gara a Pokljuka nel 2016

Ai Mondiali di Kontiolahti 2015 ha conquistato la medaglia d'oro nella staffetta mista, quella d'argento nell'individuale ed è stata 18ª nella sprint, 5ª nell'inseguimento, 5ª nella partenza in linea e 7ª nella staffetta; nella successiva rassegna iridata di Oslo 2016 si è classificata 5ª nell'individuale, 4ª nella sprint, 11ª nell'inseguimento, 4ª nella partenza in linea, 6ª nella staffetta e 6ª nella staffetta. In quella stessa stagione 2015-2016 ha vinto la Coppa del Mondo generale e tre di specialità: sprint, inseguimento e partenza in linea.

#### Stagioni 2017-2019
Ha conquistato l'ultima vittoria in Coppa del Mondo l'8 gennaio 2017 a Oberhof in partenza in linea e ai successivi Mondiali di Hochfilzen 2017, sua ultima presenza iridata, ha vinto la medaglia d'oro nella sprint, quella d'argento nell'individuale, quella di bronzo nell'inseguimento e si è piazzata 4ª nella partenza in linea, 4ª nella staffetta e 7ª nella staffetta.
In quella stessa stagione 2016-2017 in Coppa del Mondo ha nuovamente vinto i trofei di sprint e di partenza in linea, è stata 2ª nella classifica generale alle spalle di Laura Dahlmeier e ha disputato la sua ultima gara in carriera, la partenza in linea di Oslo Holmenkollen del 19 marzo nella quale è salita per l'ultima volta sul podio (2ª). Nel 2019, dopo più di due anni di inattività e aver rinunciato anche ai XIII Giochi olimpici invernali di Pyeongchang 2018 per problemi fisici, ha annunciato il suo ritiro dalle competizioni.

### Altre attività
Nell'aprile 2018 ha pubblicato la sua autobiografia Jiná, in cui ha rivelato di aver lungamente sofferto di disturbi alimentari.

## Palmarès

### Olimpiadi
- 3 medaglie:

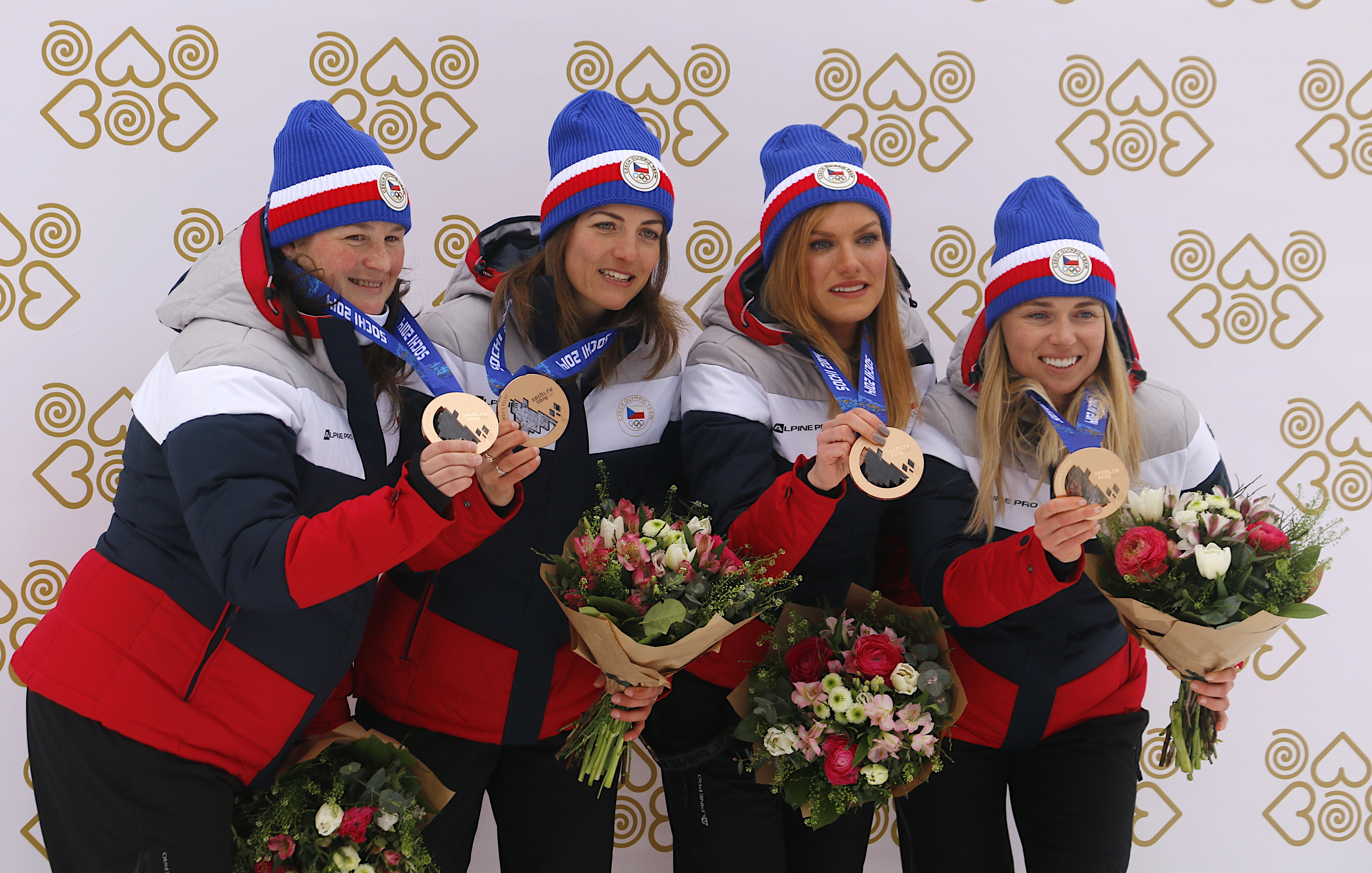
Gabriela Soukalová (terza da sinistra) a Nové Město na Moravě nel 2023 con la medaglia vinta nella staffetta a assieme a (da sinistra) Veronika Vítková, Jitka Landová ed Eva Puskarčíková

  - 2 argenti (partenza in linea, staffetta mista[2] a Soči 2014)
  - 1 bronzo (staffetta a Soči 2014)

### Mondiali
- 6 medaglie:
  - 2 ori (staffetta mista[2] a Kontiolahti 2015; sprint[2] a Hochfilzen 2017)
  - 2 argenti (individuale[2] a Kontiolahti 2015; individuale[2] a Hochfilzen 2017)
  - 2 bronzi (staffetta mista[2] a Nové Město na Moravě 2013; inseguimento[2] a Hochfilzen 2017)

### Mondiali juniores
- 1 medaglia:
  - 1 oro (staffetta a Canmore 2009)

### Coppa del Mondo
- Vincitrice della Coppa del Mondo nel 2016
- Vincitrice della Coppa del Mondo di sprint nel 2016 e nel 2017
- Vincitrice della Coppa del Mondo di inseguimento nel 2016
- Vincitrice della Coppa del Mondo di individuale nel 2014
- Vincitrice della Coppa del Mondo di partenza in linea nel 2016 e nel 2017
- 48 podi (34 individuali, 14 a squadre), oltre a quelli conquistati in sede olimpica e iridata e validi anche ai fini della Coppa del Mondo:
  - 21 vittorie (16 individuali, 5 a squadre)
  - 15 secondi posti (11 individuali, 4 a squadre)
  - 12 terzi posti (7 individuali, 5 a squadre)

#### Coppa del Mondo - vittorie
| Data             | Località             | Nazione     | Spec.                                                          |
| ---------------- | -------------------- | ----------- | -------------------------------------------------------------- |
| 14 dicembre 2012 | Pokljuka             | Slovenia    | SP                                                             |
| 14 marzo 2013    | Chanty-Mansijsk      | Russia      | SP                                                             |
| 16 marzo 2013    | Chanty-Mansijsk      | Russia      | PU                                                             |
| 17 marzo 2013    | Chanty-Mansijsk      | Russia      | MS                                                             |
| 24 novembre 2013 | Östersund            | Svezia      | MX (con Veronika Vítková, Zdeněk Vítek e Ondřej Moravec)       |
| 28 novembre 2013 | Östersund            | Svezia      | IN                                                             |
| 10 gennaio 2014  | Ruhpolding           | Germania    | IN                                                             |
| 12 gennaio 2014  | Ruhpolding           | Germania    | PU                                                             |
| 18 dicembre 2014 | Pokljuka             | Slovenia    | SP                                                             |
| 7 gennaio 2015   | Oberhof              | Germania    | RL (con Eva Puskarčíková, Jitka Landová e Veronika Vítková)    |
| 14 gennaio 2015  | Ruhpolding           | Germania    | RL (con Eva Puskarčíková, Jitka Landová e Veronika Vítková)    |
| 15 febbraio 2015 | Oslo Holmenkollen    | Norvegia    | RL (con Eva Puskarčíková, Jitka Landová e Veronika Vítková)    |
| 5 dicembre 2015  | Östersund            | Svezia      | SP                                                             |
| 16 gennaio 2016  | Ruhpolding           | Germania    | MS                                                             |
| 11 febbraio 2016 | Presque Isle         | Stati Uniti | SP                                                             |
| 12 febbraio 2016 | Presque Isle         | Stati Uniti | PU                                                             |
| 14 febbraio 2016 | Presque Isle         | Stati Uniti | RL (con Eva Puskarčíková, Lucie Charvátová e Veronika Vítková) |
| 4 dicembre 2016  | Östersund            | Svezia      | PU                                                             |
| 18 dicembre 2016 | Nové Město na Moravě | Rep. Ceca   | MS                                                             |
| 6 gennaio 2017   | Oberhof              | Germania    | SP                                                             |
| 8 gennaio 2017   | Oberhof              | Germania    | MS                                                             |

Legenda:

SP = sprint

PU = inseguimento

MS = partenza in linea

IN = individuale

RL = staffetta

MX = staffetta mista